# Yvon Tordoir
Yvon Tordoir (04/02/1986), ook bekend als Rise One is een Belgische graffiti- en street art-kunstenaar. Tordoir studeerde grafische vormgeving.
Hij maakt zijn eerste muurschildering in 1998 toen hij 12 jaar oud was. Zijn eerste werk bestond uit illegale graffiti, later ontdekte hij dat er in de stad Antwerpen plekken zijn waar legaal werk mag worden aangebracht.
Tordoir richtte in 2000 (toen hij circa 14 jaar oud was) het Antwerpse street art-gezelschap Aerosol Kings op, dat ondertussen vaak werkt voor de stedelijke overheid of in opdracht van bedrijven. De crew organiseert sinds 2014 ook de Belgische editie van de Meeting of Styles.
Tordoir maakte onder meer street art onder de spoorwegbrug van de Guldenvliesstraat in Berchem, de Zomerfabriek, het zwembad aan de Groenenhoek en jeugdcentrum De Branderij in Borgerhout.